# Phục hồi triều đại trong lịch sử Việt Nam
Phục hồi triều đại trong lịch sử Việt Nam là các phong trào nhằm khôi phục lại một triều đại đã sụp đổ từ các lực lượng chính trị trung thành diễn ra trong lịch sử Việt Nam. Các phong trào này không chấp nhận triều đại mới, không thừa nhận tính chính thống và thường gán ghép triều đại mới là ngụy triều. Việc chống lại triều đại mới để phục hồi triều đại cũ dẫn đến những cuộc nội chiến dữ dội trong lịch sử Việt Nam. Một số nỗ lực trong đó đã lôi kéo quân đội nước ngoài vào và một số trong đó đã dẫn đến việc đất nước bị nước ngoài chiếm đóng và mất độc lập.

## Tổng quan
Khi một biến cố chính trị xảy ra, một triều đại mới dựng lên thường do hai trường hợp chủ yếu; một là, công trạng đánh đuổi ngoại xâm; hai là, đánh đổ triều đại cũ thối nát. Phục hồi, phục dựng, trung hưng hay lập lại một triều đại, lập lại một chế độ chính trị là một hiện tượng thường xảy ra trong lịch sử nhiều quốc gia trong đó có Việt Nam. Hoạt động chính trị này nhằm khôi phục triều đại cũ bị đánh đổ. Tuy nhiên, các lực lượng chính trị phong kiến cũng lợi dụng danh nghĩa phò vua để tranh đoạt quyền lực của chính dòng vua mà họ kêu gọi phò tá. Đối với các lực lượng phong kiến trong nước của Đại Việt, khi họ không đủ sức đánh bại đối thủ đã cầu viện quân đội nước ngoài, điều này xảy ra nhiều lần, các tài liệu tại Việt Nam sau 1975 chỉ trích nặng nề điều này. Đối với lực lượng nước ngoài can thiệp, họ cũng sử dụng chiêu bài này để nhân đó xâm chiếm Đại Việt, như trường hợp quân Minh vào nước Việt vào đầu thế kỷ 15. Khi Chiến tranh Lê – Mạc diễn ra, nhà Minh một lần nữa tung ra chiêu bài phò Lê diệt Mạc nhằm thôn tính Đại Việt lần nữa.

## Lịch sử

### Phục hồi nhà Lý
Sau sự kiện sắp đặt cho Lý Chiêu Hoàng nhường ngôi cho Trần Cảnh, Lý Huệ Tông - cha của Lý Chiêu Hoàng được nhiều người trung thành mưu lập làm lãnh đạo tập hợp lực lượng chống nhà Trần, nhưng nhà Trần hiểu rõ điều này. Mặc dù họ kiểm soát Lý Huệ Tông nhưng luôn lo sợ sẽ có bạo loạn, Trần Thủ Độ đã giải quyết ông ấy ở chùa Chân Giáo vào tháng 8 năm 1226. Nhiều nỗ lực chống nhà Trần để phục hồi nhà Lý đã diễn ra. Nhà Trần tiến hành các cuộc truy sát hoàng tộc nhà Lý, nhiều hoàng thân quốc thích bỏ chạy ra nước ngoài, như Lý Long Tường. Nỗ lực phục hồi nhà Lý là sự kiện không nổi bật trong lịch sử, không dữ dội như các triều đại sau này, việc chuyển giao quyền lực cũng không có sự can thiệp của nước ngoài.

### Phục hồi nhà Trần
Nhà Trần bị Hồ Quý Ly cướp ngôi vào năm 1400, nhà Hồ thành lập. Để phục hồi quyền lực nhà Trần, có người đã cầu viện nước ngoài, từ đó dẫn đến hậu quả nghiêm trọng cho Đại Việt. Quân Minh nhân danh phù Trần diệt Hồ đã kéo vào Đại Việt, nhưng sau khi họ diệt nhà Hồ họ diệt luôn cả nhà Hậu Trần để có thể thống trị Đại Việt. Thời kỳ thống trị này gọi là Bắc thuộc lần thứ tư, kéo dài hơn 20 năm.
Để phục hồi quyền lực cho nhà Trần, người trung thành của nhà Trần đã cầu viện nước ngoài, mục đích của họ không chỉ không đạt được mà còn khiến đất nước bị tàn phá, người dân lầm than khốn khổ. Cuối cùng, Đại Việt phục hồi độc lập nhờ vào phong trào Khởi nghĩa Lam Sơn, một triều đại mới lập nên - nhà Lê.

### Phục hồi nhà Lê
Nhà Hậu Lê thành lập vào năm 1428 sau khi đánh đuổi nền thống trị của nhà Minh tại Đại Việt. Tuy nhiên chỉ tồn tại được trăm năm thì vào năm 1527 bị Mạc Đăng Dung cướp ngôi. Những người trung thành đã tái lập nhà Lê vào năm 1533 và bắt đầu phát động phù Lê diệt Mạc, dẫn đến cuộc chiến tranh Nam – Bắc triều. Nhà Mạc cuối cùng sụp đổ và nhà Lê đã thành công phục dựng. Tuy vậy, họ vĩnh viễn không có thực quyền mà quyền lực rơi hết vào tay họ Trịnh. Đến cuối thế kỷ 18, phong trào Tây Sơn nổi lên phát động phong trào phù Lê diệt Trịnh và đã thành công trong việc lật đổ chúa Trịnh trao lại quyền hành cho vua Lê. Thời gian sau đó, Tây Sơn phế bỏ vua Lê, trực tiếp nắm quyền ở Bắc hà. Để có thể đánh bại Tây Sơn, vua Lê là Lê Chiêu Thống đã cầu viện nước ngoài. Ông ta đã rước hơn 20 vạn quân Mãn Thanh vào Đại Việt. Nỗ lực cầu viện nước ngoài này thất bại khi Quang Trung đánh bại hoàn toàn quân Thanh, triều đình nhà Thanh sau đó đã công nhận nhà Tây Sơn.

### Phục hồi quyền lực Đàng Trong của chúa Nguyễn
Chúa Nguyễn với phạm vi quyền lực cai quản Đàng Trong (tương ứng với miền Nam Việt Nam hiện nay) sau hai thế kỷ nắm quyền đã bị phong trào Tây Sơn lật đổ. Những người trung thành đã hỗ trợ cho Nguyễn Ánh. Nguyễn Ánh để tiêu diệt Tây Sơn phục hồi quyền lực đã cầu viện nước ngoài, trước hết cầu viện Xiêm La, sau đó cầu viện Pháp. Hành động cầu viện này đã bị nhiều nhà sử học Việt Nam hiện đại chỉ trích nặng nề. Tuy nhiên, Nguyễn Ánh đã thành công phục hồi quyền lực dòng tộc chúa Nguyễn, và thừa hưởng thành quả chính trị mà Tây Sơn tạo dựng ở Đàng Ngoài, tiếp quản phần lãnh thổ này năm 1802. Chúa Nguyễn không chỉ phục hồi được Nam hà mà có cả Bắc hà. Nỗ lực phục hồi này nổi bật yếu tố cá nhân của Nguyễn Ánh, nhân vật lịch sử này đã chạy Tây Sơn trong một thời gian dài, lẩn trốn khắp mọi nơi. Cuối cùng, ông đã thành công nhưng sau khi phục dựng lại quyền lực đã trả thù vô cùng tàn khốc người nhà Tây Sơn.

### Phục hồi Tây Sơn
Sau nhiều thập niên đánh nhau với những người trung thành với chúa Nguyễn, nhà Tây Sơn sụp đổ vào năm 1802. Những người trung thành với Tây Sơn đã tìm con của Nguyễn Nhạc là Nguyễn Văn Đức để lãnh đạo một phong trào khôi phục Tây Sơn. Tuy nhiên, phong trào này bị nhà Nguyễn tiêu diệt vào năm 1831, con Nguyễn Nhạc là Nguyễn Văn Đức, Nguyễn Văn Lương và cháu là Nguyễn Văn Đâu bị chém theo hình thức "chém ngang lưng", dòng dõi Tây Sơn kết thúc. Cho đến những năm 1833-35, một cuộc bạo loạn chống nhà Nguyễn do Lê Văn Khôi khởi xướng, nhân vật này được một số tài liệu cho rằng là hậu nhân của Tây Sơn, cũng có tài liệu phủ nhận. Ngoài ra, một số nguồn khác chỉ ra thời điểm muộn hơn, như vào giai đoạn Hàm Nghi tại Bình Định vẫn có những người kêu gọi khôi phục Tây Sơn, như Mai Xuân Thưởng.

### Phục hồi nhà Nguyễn
Nhà Nguyễn tồn tại được hơn nửa thế kỷ đến năm 1858 thì bị Pháp xâm lược, rồi đến năm 1884 chính thức xác lập quyền thống trị của Pháp trên toàn lãnh thổ Việt Nam. Nhà Nguyễn về sau vẫn tồn tại nhưng không có thực quyền mà chỉ là bù nhìn của Pháp để che đậy nền thống trị thuộc địa. Cần Vương là phong trào phò vua cứu nước nhằm mưu sự đánh đuổi Pháp phục hồi quyền lực nhà Nguyễn. Tuy nhiên phong trào hoàn toàn thất bại.
Nhà Nguyễn tương đồng với nhà Lê trong việc có quyền lực thời gian ban đầu nhưng bị tiếm quyền rồi trở thành bù nhìn; nhà Lê bị lực lượng chính trị trong nước tiếm quyền, còn nhà Nguyễn bị lực lượng nước ngoài khống chế làm bù nhìn. Năm 1940, quân đội Nhật Bản vào Đông Dương, đến tháng 3 năm 1945 họ tiến hành đảo chính Pháp, ngày 11 tháng 3 năm 1945 Bảo Đại ra Tuyên cáo Việt Nam độc lập nhưng không được bao lâu thì Nhật đầu hàng Đồng Minh, đến 30 tháng 8 ông thoái vị, nhà Nguyễn chấm dứt.

### Phục hồi Việt Nam Cộng hòa
Chế độ Việt Nam Cộng hòa sau hơn 20 năm tồn tại sụp đổ vào ngày 30 tháng 4 năm 1975. Tuy nhiên về sau những cựu chính khách và sĩ quan quân đội của chế độ này cùng những người trung thành với nó vẫn tìm cách khôi phục lại chế độ.

### Trích dẫn
1. ↑  Đảng Cộng sản Việt Nam 1982, tr. 31.
2. ↑  Nhà xuất bản Sự thật 1980, tr. 47.
3. ↑  Văn Tân 1963, tr. 267.
4. 1 2  Vũ Như Khôi 2005, tr. 64.
5. ↑  Viện Sử học 2002, tr. 14.
6. 1 2  Đặng Duy Phúc 2007, tr. 341.
7. ↑  Lê Minh Quốc 2000, tr. 52.
8. ↑  Nguyễn Thành 2005, tr. 74.
9. ↑  Hội khoa học lịch sử Việt Nam 2008, tr. 670.
10. ↑  Viện Sử học 1985, tr. 14.
11. 1 2  Viện lịch sử quân sự Việt Nam 2014, tr. 75.
12. ↑  Vũ Ngọc Khánh 1994, tr. 803.
13. ↑  Nguyễn Thị Phương Chi 2002, tr. 43 (ý thứ 1).
14. ↑  Nguyễn Thị Phương Chi 2002, tr. 43 (ý thứ 2).
15. ↑  Nguyễn Thị Phương Chi 2002, tr. 43 (ý thứ 3).
16. ↑  Trần Xuân Sinh 2003, tr. 47.
17. ↑  Phan Huy Lê 1999, tr. 434.
18. ↑  Nguyễn Hồng Thái (ngày 8 tháng 10 năm 2010). "Bài học lớn từ nữ Vua nhỏ tuổi". Báo Công an nhân dân. Truy cập ngày 5 tháng 4 năm 2025.
19. ↑  Nguyễn Khắc Thuần 2010, tr. 195.
20. ↑  Phạm Văn Sơn 1956, tr. 383.
21. ↑  Phạm Văn Sơn 1956, tr. 383 (ý thứ 2).
22. 1 2  Lê Quý Đôn 1993, tr. 60.
23. 1 2  Nguyễn Thế Long 2001, tr. 168.
24. ↑  Lê Thành Lân 2000, tr. 366.
25. ↑  Trần Xuân Sinh 2004, tr. 246.
26. ↑  Nguyễn Khắc Viện 2007, tr. 542.
27. ↑  Bùi Thiết 1995, tr. 74.
28. 1 2 3  Ủy ban Nhân dân thành phố Hà Nội 2000, tr. 27, 56.
29. 1 2  Nguyễn Quang Ngọc 1998, tr. 72.
30. ↑  Nguyễn Bách Khoa, Trịnh Bá Đĩnh 2003, tr. 257.
31. ↑  Hồ Hữu Tường 1972, tr. 175 (ý thứ 1).
32. ↑  Hội sử học Thừa Thiên Huế 1998, tr. 38.
33. 1 2  Nguyễn Thiệu Lâu 1969, tr. 589.
34. ↑  Hồ Hữu Tường 1972, tr. 175 (ý thứ 2).
35. ↑  Lê Huy Hòa 2003, tr. 33.
36. ↑  Phan Huy Lê 1961, tr. 34.
37. ↑  Viện Sử học 1985, tr. 30.
38. ↑  Nhiều tác giả 2001, tr. 12.
39. ↑  Lương Ninh 2005, tr. 259.
40. ↑  Phan Huy Lê 1961, tr. 119.
41. ↑  Trần Văn Trà 2006, tr. 42.
42. ↑  Nguyễn Thế Long (2) 2005, tr. 101.
43. ↑  Phan An 1992, tr. 20.
44. ↑  Nguyễn Khắc Viện 2007, tr. 144.
45. ↑  Đỗ Bang 1997, tr. 27.
46. ↑  Nguyễn Ngọc Huy 1989, tr. 112.
47. ↑  Tôn Thất Bình 1997, tr. 38.
48. ↑  Léopold Michel Cadière, Đỗ Huệ Trinh 1997, tr. 160.
49. ↑  Hội sử học Thừa Thiên Huế 2009, tr. 125.
50. ↑  Nguyễn Phan Quang 2005, tr. 100.
51. ↑  Vương Liêm 2005, tr. 116.
52. ↑  Nguyễn Thế Long 2005, tr. 12.
53. ↑  Bộ Văn hóa 2007, tr. 52.
54. ↑  Viện khảo cổ học 1980, tr. 258.
55. ↑  Phạm Thế Hùng 2005, tr. 104.
56. ↑  Nguyễn Phan Quang 2005, tr. 368.
57. ↑  Viện Sử học 1982, tr. 45.
58. ↑  Viện Sử học 1984, tr. 86.
59. ↑  Viện Sử học 1982, tr. 44.
60. 1 2  Bảo tàng lịch sử Việt Nam 1995, tr. 10.
61. 1 2  Bộ Quốc-Gia Giáo-Dục (VNCH) 1965, tr. 41.
62. ↑  Trần Bá Đệ 2006, tr. 41.
63. ↑  Viện khoa học xã hội Việt Nam, Đại học quốc gia Hà Nội 2006, tr. 318.
64. ↑  Viện Sử học 1987, tr. 305.
65. ↑  Lê Đình Kỵ 1970, tr. 23.
66. ↑  Phạm Hồng Tung 2018, tr. 268.
67. ↑  Đảng Cộng sản Việt Nam 1995, tr. 20.
68. ↑  Dương Trung Quốc 2000, tr. 388.
69. ↑  Aachimdes L.A.Patti 1995, tr. xem.
70. ↑  Bộ Văn hóa (2) 2007, tr. xem trang.
71. ↑  Phạm Kim Vinh 1988, tr. 226.
72. ↑  Lâm Hoài Thạch (ngày 1 tháng 11 năm 2017). "Tường trình về các hoạt động cho VNCH trở lại". Báo Người Việt. Bản gốc lưu trữ ngày 15 tháng 4 năm 2019. Truy cập ngày 5 tháng 4 năm 2025.
73. ↑  Trần Ngọc Sáng (ngày 26 tháng 4 năm 2024). "PHẢN BÁC QUAN ĐIỂM XUYÊN TẠC VỀ Ý NGHĨA LỊCH SỬ CỦA NGÀY GIẢI PHÓNG MIỀN NAM, THỐNG NHẤT ĐẤT NƯỚC 30/4/1975". Cổng thông tin điện tử Đảng bộ Bà Rịa - Vũng Tàu. Truy cập ngày 5 tháng 4 năm 2025.

### Sách
- Aachimdes L.A.Patti (1995). Tại sao Việt Nam. Nhà xuất bản Đà Nẵng.
- Bảo tàng lịch sử Việt Nam (1995). Những vấn đề văn hóa xã hội thời Nguyễn: kỷ yếu hội nghị khoa học lần thứ hai về thời Nguyễn. Nhà xuất bản Khoa học xã hội.
- Bùi Thiết (1995). Vua chúa Việt Nam: triều đại, đời vua chúa, miếu hiệu, niên hiệu. Nhà xuất bản Văn hóa thông tin.
- Dương Trung Quốc (2000). Việt Nam, những sự kiện lịch sử, 1919-1945. Nhà xuất bản Giáo dục.
- Đặng Duy Phúc (2007). Giản yếu sử Việt Nam. Nhà xuất bản Hà Nội.
- Đỗ Bang (1997). Tổ chức bộ máy nhà nước triều Nguyễn, 1802-1884. Nhà xuất bản Thuận Hóa.
- Léopold Michel Cadière, Đỗ Huệ Trinh (1997). Về văn hóa và tín ngưỡng truyền thống người Việt, Tập 1. Nhà xuất bản Văn hóa thông tin.
- Hồ Hữu Tường (1972). 41 năm làm báo: Hồi ký. Nhà xuất bản Trí Đăng.
- Hội sử học Thừa Thiên Huế (2009). Tây Sơn-Thuận Hóa và anh hùng dân tộc Nguyễn Huệ Quang Trung. Nhà xuất bản Chính trị quốc gia.
- Lê Đình Kỵ (1970). Truyện Kiều và chủ nghĩa hiện thực của Nguyễn Du. Nhà xuất bản Khoa học xã hội.
- Lê Huy Hòa (2003). Bách khoa tri thức quốc phòng toàn dân. Nhà xuất bản Chính trị quốc gia.
- Lê Minh Quốc (2000). Những nhà cải cách Việt Nam, Tập 1. Nhà xuất bản Trẻ.
- Lê Quý Đôn (1993). Đại Việt thông sử. Nhà xuất bản Tổng hợp Đồng Tháp.
- Lê Thành Lân (2000). Lịch và niên biểu lịch sử hai mươi thế kỷ, 0001-2010. Nhà xuất bản Thống kê.
- Lương Ninh (2005). Lịch sử Việt Nam giản yếu. Nhà xuất bản Chính trị quốc gia.
- Nguyễn Bách Khoa, Trịnh Bá Đĩnh (2003). Khoa học văn chương. Nhà xuất bản Văn hóa thông tin.
- Nguyễn Khắc Thuần (2010). Đại cương lịch sử cổ-trung đại Việt Nam. Nhà xuất bản Giáo dục.
- Nguyễn Khắc Viện (2007). Việt Nam, một thiên lịch sử. Nhà xuất bản Khoa học xã hội.
- Nguyễn Ngọc Huy (1989). Quốc triều hình luật, Bộ luật nhà Hậu Lê (1428-1788). Viet Pub.
- Nguyễn Phan Quang (2005). Theo dòng lịch sử dân tộc: sự kiện và tư liệu, Tập 1. Nhà xuất bản Tổng hợp TP. Hồ Chí Minh.
- Nguyễn Quang Ngọc (1998). Cơ cấu xã hội trong quá trình phát triển của lịch sử Việt Nam. Nhà xuất bản Chính trị quốc gia.
- Nguyễn Thành (2005). Địa chí Thừa Thiên Huế, Tập 2. Nhà xuất bản Khoa học xã hội.
- Nguyễn Thế Long (2001). Chuyện đi sứ, tiếp sứ thời xưa. Nhà xuất bản Văn hóa thông tin.
- Nguyễn Thế Long (2005). Bang giao Đại Việt: Triều Tây Sơn bang giao với các nước phía Nam, Tây, Tây Nam và hải đảo quan hệ với các nước phương Tây, Nhật. Nhà xuất bản Văn hóa thông tin.
- Nguyễn Thế Long (2) (2005). Bang giao Đại Việt: Triều Nguyễn. Nhà xuất bản Văn hóa thông tin.{{Chú thích sách}}:  Quản lý CS1: tên số: danh sách tác giả (liên kết)
- Nguyễn Thị Phương Chi (2002). Thái áp-điền trang thời Trần, thế kỷ XIII-XIV. Nhà xuất bản Khoa học xã hội.
- Nguyễn Thiệu Lâu (1969). Quốc-sử tạp lục. Nhà xuất bản Khai Trí.
- Nhiều tác giả (2001). Lịch sử Việt Nam, Tập 3. Nhà xuất bản Khoa học xã hội.
- Phạm Hồng Tung (2018). Nội các Trần Trọng Kim bản chất, vai trò và vị trí lịch sử. Nhà xuất bản Đại học Quốc gia Hà Nội.
- Phạm Kim Vinh (1988). Cái chết của Nam Việt Nam: những trận đánh cuối cùng. Nhà xuất bản Xuân Thu. ISBN 9781882273218.
- Phạm Thế Hùng (2005). Hiểu biết về Công giáo ở Việt Nam. Nhà xuất bản Tôn giáo.
- Phạm Văn Sơn (1956). Việt-sử tân-biên, Tập 2. Nhà xuất bản Trần Hữu Thoan.
- Phan An (1992). Những vấn đề văn hóa xã hội thời Nguyễn. Nhà xuất bản Khoa học xã hội.
- Phan Huy Lê (1961). Tìm hiểu thêm về phong trào nông dân Tây Sơn. Tủ sách Trường đại học Tổng Hợp.
- Phan Huy Lê (1999). Tìm về cội nguồn, Tập 2. Nhà xuất bản Thế giới.
- Tôn Thất Bình (1997). Kể chuyện chín chúa - mười ba vua triều Nguyễn. Nhà xuất bản Đà Nẵng.
- Trần Bá Đệ (2006). Lịch sử Việt Nam từ 1858 đến nay. Nhà xuất bản Đại học quốc gia Hà Nội.
- Trần Văn Trà (2006). Miền Nam thành đồng đi trước về sau. Nhà xuất bản Quân đội nhân dân.
- Trần Xuân Sinh (2003). Thuyết Trần. Nhà xuất bản Hải Phòng.
- Trần Xuân Sinh (2004). Việt sử kỷ yếu. Nhà xuất bản Hải Phòng.
- Ủy ban Nhân dân thành phố Hà Nội (2000). Bách khoa thư Hà nội: Chính trị. Nhà xuất bản Từ điển bách khoa.
- Văn Tân (1963). Lịch sử Việt-Nam sơ giản. Nhà xuất bản Sử Học.
- Viện khảo cổ học (1980). Những phát hiện mới về khảo cổ học. Viện khảo cổ học, ủy khoa học xã hội Việt Nam.
- Viện Sử học (1987). Vương triều Mạc: 1527-1592. Nhà xuất bản Khoa học xã hội.
- Vũ Ngọc Khánh (1994). Kho tàng giai thoại Việt Nam, Tập 2. Nhà xuất bản Văn hóa.
- Vũ Như Khôi (2005). Từ nước Văn Lang đến nhà nước Cộng hòa xã hội chủ nghĩa Việt Nam. Nhà xuất bản Quân đội nhân dân.
- Vương Liêm (2005). Về vùng đất cổ miền Đông Nam Bộ. Nhà xuất bản Lao động.

### Tạp chí
- Bộ Quốc-Gia Giáo-Dục (VNCH) (1965). "Văn hóa, nguyệt san: tập-san nghiên-cứu và phổ-thông, Các tập 14 – 16". Nhà Văn Hóa và Bộ Quốc Gia Giáo Dục. {{Chú thích tạp chí}}: Chú thích magazine cần |magazine= (trợ giúp)
- Bộ Văn hóa (2007). "Nghiên cứu văn hóa nghệ thuật, Các số phát hành 5 – 8". Bộ Văn hóa. {{Chú thích tạp chí}}: Chú thích magazine cần |magazine= (trợ giúp)
- Bộ Văn hóa (2) (2007). "Nghiên cứu văn hóa nghệ thuật, Các số phát hành 9 – 12". Bộ Văn hóa. {{Chú thích tạp chí}}: Chú thích magazine cần |magazine= (trợ giúp)Quản lý CS1: tên số: danh sách tác giả (liên kết)
- Đảng Cộng sản Việt Nam (1982). "Tạp chí cộng sản: cơ quan lý luận và chính trị của Đảng cộng sản Việt-Nam". Đảng Cộng sản Việt Nam, Ban chấp hành Trung ương. {{Chú thích tạp chí}}: Chú thích magazine cần |magazine= (trợ giúp)
- Đảng Cộng sản Việt Nam (1995). "Tạp chí cộng sản: cơ quan lý luận và chính trị của Đảng cộng sản Việt-Nam. Số phát hành 10". Đảng Cộng sản Việt Nam, Ban chấp hành Trung ương. {{Chú thích tạp chí}}: Chú thích magazine cần |magazine= (trợ giúp)
- Hội sử học Thừa Thiên Huế (1998). "Huế xưa & nay, Số phát hành 29-35". Hội sử học Thừa Thiên Huế. {{Chú thích tạp chí}}: Chú thích magazine cần |magazine= (trợ giúp)
- Viện lịch sử quân sự Việt Nam (2014). "Tạp chí Lịch sử quân sự, Số phát hành 267-270". Bộ Quốc phòng, Viện lịch sử quân sự Việt Nam. {{Chú thích tạp chí}}: Chú thích magazine cần |magazine= (trợ giúp)
- Viện Sử học (1982). "Nghiên cứu lịch sử, Các số phát hành 202 – 207". Viện Sử học. {{Chú thích tạp chí}}: Chú thích magazine cần |magazine= (trợ giúp)
- Viện Sử học (1984). "Nghiên cứu lịch sử, Các số phát hành 214 – 219". Viện Sử học. {{Chú thích tạp chí}}: Chú thích magazine cần |magazine= (trợ giúp)
- Viện Sử học (1985). "Tạp san nghiên cứu lịch sử, Số phát hành 220-222". Viện Sử học. {{Chú thích tạp chí}}: Chú thích magazine cần |magazine= (trợ giúp)
- Viện Sử học (2002). "Nghiên cứu lịch sử, Số phát hành 320-325". Viện Sử học. {{Chú thích tạp chí}}: Chú thích magazine cần |magazine= (trợ giúp)